# Marmont-Pachas
Marmont-Pachas település Franciaországban, Lot-et-Garonne megyében. Lakosainak száma 165 fő (2022. január 1.). Marmont-Pachas Moirax, Pergain-Taillac, Astaffort, Lamontjoie, Laplume és Layrac községekkel határos.

## Népesség
A település népességének változása:
| Lakosok száma | 108  | 76   | 67   | 121  | 129  | 150  | 169  | 174  | 171  | 165  |
|               | 1968 | 1982 | 1990 | 2006 | 2013 | 2015 | 2017 | 2019 | 2020 | 2022 |